# Pomnik górników przy biedaszybie w Jaworznie
Pomnik górników przy biedaszybie w Jaworznie - pomnik znajdujący się w Jaworznie przy ul. Grunwaldzkiej 59, w dzielnicy Śródmieście.
Pomnik odsłonięty w 2015 roku, wykonany został przez Piotra Prusa na podstawie zachowanej fotografii, której kopia została umieszczona obok pomnika. Przedstawia trzech górników obsługujących ręczny kołowrót w nielegalnie stworzonym biedaszybie.

## Historia
Pomnik przypomina o wielkim kryzysie z lat 30. ubiegłego wieku, kiedy miejscowe kopalnie znacząco zmniejszyły wydobycie węgla. Górnicy, którzy stracili pracę lub zostali wysłani przez pracodawców na wielomiesięczne, przymusowe, bezpłatne urlopy, musieli zapewnić sobie i swoim rodzinom źródło dochodu. W Jaworznie pojawiły się wówczas liczne biedaszyby z których wydobywano węgiel. Górników pracujących w biedaszybach było około 400 i wydobywali ponad 200 ton węgla na dobę. W obrębie współczesnej Dąbrowy Narodowej funkcjonowało około 56 biedaszybów, w rejonie Niedzielisk ponad 100, natomiast w Podłężu ponad 20. Najgłębszy biedaszyb w Jaworznie miał ponad 50 metrów głębokości. Do zabezpieczenia szybów wykorzystywano drewno z pobliskich lasów. Straty Lasów Państwowych w rejonie Jaworzna szacuje się na 113 ha. Niektóre z biedaszybów dokopywały się do starych wyrobisk. Było to zjawisko nielegalne i w sposób zdecydowany zwalczany przez miejscową władzę. Likwidowanie biedaszybów nie było powodowane jednak troską o zdrowie i życie górników, lecz chęcią pozbycia się konkurencji (węgiel wydobywany w biedaszybach był sprzedawany taniej niż ten z okolicznych kopalni). Podczas wykonywania tej niebezpiecznej pracy dochodziło do licznych wypadków, także śmiertelnych. W 1937 roku zlikwidowano ostatni biedaszyb.